# Amalienstraße (Berlin)
Die Amalienstraße ist eine Straße im Ortsteil Weißensee im Berliner Bezirk Pankow. Sie trägt diesen Namen nachweislich seit 1875.

## Namensherkunft
Die Straße in der Landgemeinde Neu-Weißensee wurde nach Amalie Schön (1849–1890), einer Kusine von Gustav Adolf Schön, benannt. Die Straße liegt im Gründerviertel – einem Gebiet in Weißensee, dessen Straßen und Plätze nach Personen benannt sind, die sich um die Entwicklung und den Ausbau von Weißensee während der Gründerzeit verdient gemacht haben. Amalie Schön war eine der finanziellen Unterstützer ihres Onkels Gustav Adolf Schön, der Geldmittel im Januar 1871 für die Finanzierung seiner Bodenspekulationen in Weißensee benötigte. Dazu gehörten sein Bruder Anton Matthias (1837 bis nach 1913), seine Schwägerin Albertine Amalie, das Bankhaus F. Martin Magnus und seine Cousine Amalie Schön. Die bereits angelegte Straße wurde am 17. September 1875 für öffentlich erklärt. Auf die Namensgebung der Kolonien und Vororte um Berlin war im Kaiserreich ab 1870 die Einflussnahme durch Grundbesitzer und Projektentwickler durchaus üblich. Insbesondere wenn sie Geldgeber zum Anlegen der (zunächst) Privatstraßen waren.

## Lage
Die Amalienstraße liegt zwischen Albertinenstraße und Gustav-Adolf-Straße. Sie führt über Parkstraße, Schönstraße und Roelckestraße hinweg und mündet im Westen in die Günter-Litfin-Straße. Die Amalienstraße besteht zwischen den Querstraßen aus vier unterschiedlich ausgestalteten Abschnitten: Park- und Villenstraße, Munizipialviertel, zwischen Siedlungshäusern und Kleingärten, zwischen Friedhofsmauer und dem Schulzentrum mit Sportplatz.

## Geschichte
In den 1860er Jahren lagen an der Weichbildgrenze Berlins (am Nordrand der Hobrechtschen Planung) Ackerflächen zwischen der Chaussee nach Bernau (Provinzial-Chaussee) und jener in die Uckermark Ackerflächen des Guts Weißensee. Die zugehörigen Chausseehäuser liegen nach Berlin zu. Der Hamburger Kaufmann Gustav Adolf Schön erwarb 1872 das Gut Weißensee für 700.000 Taler. In der Folge parzellierte er diese und veräußerte sie an verschiedene Bodenspekulanten. Damit war die Erschließung für Berliner Bürger nach Norden möglich. Zunächst legte Ernst Gäbler in den 1870er Jahren südöstlich der Königschaussee Straßen und Wohnbauten für das Französische Viertel an. Das Gutshaus am Südufer des Sees war 1859 in das Schloss Weißensee mit einem Park umgestaltet worden. 1874 wurde das Schloss zu einer Vergnügungsstätte umgebaut. 1877 errichtete der Berliner Traber-Club die erste Berliner Trabrennbahn. 1872 wurde die Berliner Ringbahn angelegt und 1875 der Bahnhof Weißensee (S-Bahnhof Greifswalder Straße). Am 1. November 1873 fuhr der erste Pferdeomnibus vom Alexanderplatz nach Weißensee, wegen der schlechten Straßen wird sie nach kurzer Zeit eingestellt. Aus dem Gutsbezirk Weißensee wurde 1880 auf Drängen von Schön die Landgemeinde Neu-Weißensee geschaffen. Der Gutsbezirk Weißensee im Niederbarnimschen Kreis wurde 1890 aus der Rittergutsmatrikel gelöscht. Der Erwerb des Stadtrechts wurde vom Landrat abgelehnt. 1905 wurde die Vereinigung mit dem Dorf Weißensee ausgeführt.
Die Amalienstraße verband um 1880 zunächst die Parkstraße mit dem Weißen See und traf auf das nördliche Ende der Albertinenstraße, die von der Pistoriusstraße durch den Park führte. Die Trasse über die Kreuzungen Roelcke-, Schön-, Gustav-Adolf-Straße und dem Anschluss der Generalstraße ist geradlinig bis an die Heinersdorfer Flur kartiert. Sie begrenzt einerseits den Nordostrand des Begräbnisplatzes der Georgen-Gemeinde und bildet in dieser Trasse den mittleren Verkehrsweg zwischen Pistoriusstraße und Heinersdorfer Straße (Rennbahnstraße). 100 Meter westlich der Parkstraße floss als Zufluss zum Weißen See der Graben von den Weißenseer Pfuhlen (Kreuzpfuhl) zum Karpfenpfuhl.
Bis 1900 sind nur wenig Änderungen im Straßenverlauf auf der Kissling’schen Special-Karte der Umgegend von Berlin anzumerken. Die Schönstraße ist zur Großen Seestraße verlängert, am Ostende zur Albertinenstraße wird das Parkgelände bebaut, an der Südwestecke zur Gustav-Adolf-Straße ist die Gasanstalt auf zwei Hektar angelegt. Der Nordrand des Friedhofs der St. Georgengemeinde ist 350 m nach Südosten zur Durchführung der Gäblerstraße verschoben. Südlich der Amalienstraße (zwischen Schön- und Roelckestraße) ist der Gemeindefriedhof (Kirchhof für Neu-Weißensee) angelegt worden und nördlich zwischen Roelcke- und Gustav-Adolf-Straße der Segenskirchhof (Friedhof der Zions-, Friedens- und Gethsemane-Gemeinde). Beide Friedhöfe liegen zwischen den noch unbebauten Grundstücken und sind nicht in der Zählung aufgenommen. An den Gemeindefriedhof schließt sich abseits der Amalienstraße der Weißenseer Pferdemarkt auf nahezu 5 ha an. Beim Aufbau des Munizipalviertels als Gemeindezentrum bleibt die Amalienstraße, außer den Häusern an der Parkstraße, außen vor. Verschiedene Straßenprojekte quer und parallel der Amalienstraße werden nicht umgesetzt.
Im Adressbuch 1894 ist die Amalienstraße aufgenommen in der Lage mit fortlaufender Nummerierung: 1 an der Albertinenstraße, 3 und 4 an der Parkstraße, 8 an der Albertinenstraße. Auf der Beilage zum Adressbuch für Berlin und seine Vororte 1907 ist die Amalienstraße als solche benannt von der Albertinenstraße zur Weißensee-Heinersdorfer Grenze durchgeführt. Entlang der Ortsgrenze ist auf Weißenseer Seite eine Straße aufgeführt, die von der Prenzlauer Chaussee über die Wenzelstraße und die projektierte noch unbenannte Am Steinberg direkt an die Amalienstraße führt. Eine Fortsetzung der Amalienstraße in Heinersdorf zur Kaiser Wilhelm Straße ist als ausgeführt eingezeichnet. Die spätere Führung der Rennbahnstraße nach West ins Heinersdorfer Zentrum ist nur als projektierte Verbindung enthalten, während die Verkehrsführung der Rennbahnstraße westlich an der Trabrennbahn zum Malchower Weg führt. Im amtlichen Stadtplan von Berlin 1928 (Blatt 4324) ist die Zuführung von Weißensee nach Heinersdorf über die Rennbahnstraße (teilweise nur als halbe Fahrbahnbreite) vorhanden. Auf Heinersdorfer Seite schließt die projektierte Straßentrasse von Am Steinberg vor dem Übergang der Industriebahn an letztere. Die Heinersdorfer Fortsetzung der Amalienstraße ist in projektierter Gesamtbreite von 36 Meter und umgesetzt als 4 Meter breiter Weg (Straße 54). Während die Große Seestraße eine projektierte Trasse besitzt, ist von der Trasse der Amalienstraße jenseits der Gustav-Adolf-Straße 120 Meter unbenannter Straßenlauf an der Gasanstalt und weiter eine Teilungsgrenze zweier Grundstücke. In deren Verlauf liegt die Günter-Litfin-Straße (vormalige Amalienstraßen-Trasse) zwischen Siedlungshäusern (nordöstlich um die Obersteiner Straße vom Beginn der 1930er Jahre) und der Zeilenhausbebauung im Südwesten um die Gäblerstraße aus Mitte der 1930er Jahre.
Das Adressbuch 1914 gibt demgegenüber die Amalienstraße zwischen Albertinen- und Parkstraße mit den Grundstücken 1–4 und 5–8 wieder. Im Adressbuch 1925 ist die Amalienstraße von Grundstück 1 im Eigentum der Stadt Berlin zur Parkstraße und zurück zur Nummer 7 an der Albertinenstraße notiert. Das Adressbuch 1927 führt die Amalienstraße über die Parkstraße hinweg zur Schönstraße nummeriert auf. Für 1935 ist im Adressbuch schließlich die Amalienstraße von Albertinen- bis Gustav-Adolf-Straße
aufgenommen. 1943 ist zudem an der Nordecke zur Schönstraße auf den Grundstücken 9 und 10 die um 1937 das Holländerquartier ergänzende Wohnblockbebauung (Eigentümer: Gemeinnütz. Siedlungs- und Wohnungsbau Ges.m.b.H., Sechsparteienhäuser) aufgenommen. Westlich der Schönstraße ist von den drei Grundstücken zur Hunsrückstraße hin eines bewohnt, gefolgt bis Bundebacher Weg von zwei bewohnten der drei an der Amalienstraße liegenden Grundstücke und drei weitere zur Roelckestraße sind 1943 noch Baustellen.

## Nummerierung
Die Grundstücke der Amalienstraße sind in der ursprünglichen Hufeisennummerierung gezählt. Die Nummerierung der Grundstücke beginnt am Parkweg um den Weißensee (Ostende der Amalienstraße) mit der Nummer 1. An der Nordseite folgen die weiteren Grundstücke, (nicht immer durchgehend) bis zur Gustav-Adolf-Straße. Die letzte Zahl ist die Nummer 19 an der Roelckestraße, da die Friedhofsmauer des Segenskirchhofs folgt. An der Südseite der Straße beginnt die rücklaufende Zählung mit 19a dem Schulzentrum der Gustav-Adolf-Straße 66. Im weiteren Straßenlauf liegen Kleingärten auf der südwestlichen Breite des eigentlichen Straßenlandes und bleiben am Rand des Friedhofs Weißensee unnumeriert. Gefolgt von 20–22 mit Wohnhäusern des Holländerviertels und dem unbebauten Grundstück 23 (Werner-Klemke-Park am Goldfischteich) sind östlich der Parkstraße die Grundstücke 24–26 bebaut. Abschließend an die Albertinenstraße befinden sich die unbebauten Grundstücke 27 und 28 als Abschluss. Auf diesen liegt die amtlich Amalienpark genannte Grünanlage mit zwei Edelkastanien und einem Parkweg. Je nach Betrachtungsweise der Rest der ursprünglichen Parkfläche des Schlosses Weißensee (westlich der Albertinenstraße) oder ein neu angelegter Parkteil des Parks am Weißensee (auf dem die Gebäude Albertinenstraße 13 und 14 nicht mehr vorhanden sind).
Nach dem Zusammenschluss des Dorfs Weißensee mit Neu-Weißensee sollte das Stadtrecht als Vorort von Berlin beantragt werden. Dafür waren einige kommunale Einrichtungen zu schaffen. Dabei wurden die Bauten des Munzipialviertels um den Kreuzpfuhl zwischen 1907 und 1938 errichtet die als „Gemeindeforum am Kreuzpfuhl mit Gemeindebauten, Wohn- und Mietshäusern und Freiflächen“ in die Denkmalliste Berlins aufgenommen sind. Aufgrund der Ähnlichkeit mit niederländischen Bauten wird die Blockbebauung zwischen Schönstraße und Woelckpromenade, wozu auch Wohnhäuser der Amalienstraße (9, 10, 20, 21, 22) gehören, auch als „Holländerviertel“ geführt.

## Anliegende Grundstücke

Innenhof Holländerviertel mit Sicht auf den Flügel zur Woelckpromenade

Im Jahr 1920 wurde die Landgemeinde Weißensee zum Verwaltungsbezirk Weißensee in Groß-Berlin einbezogen. Der Plan 4324 (aus dem amtlichen Kartenwerk „Stadtplan von Berlin“) von 1928 weist von Ecke zum Weißen See (Albertinenstraße) bis Parkstraße eine 33,8 Meter breite Trasse mit 18,8 Meter Straßenland aus. An deren Nordseite steht das Gebäude des Wohlfahrtheims (Nr. 1, wurde zur Kita) und zum Eckgebäude 4 mit Parkstraße 31 befindet sich auf dem Grundstück 3 eine Parkfläche. An der Südseite sind die Grundstücke 24–27 mit Mietsvillen bebaut, wobei 26 und 27 auf der projektierten Straße 236 stehen, Amalienstraße 28 ist ein freies Grundstück mit Albertinenstraße 13/14 zusammengelegt. Der folgende Abschnitt zur Woelckpromenade ist ein Weg am Rand des Goldfischteichs, eine Straße von nahezu 50 Meter Breite ist nur trassiert. Auf Amalienstraße 5 und 28 gehören die Eckhäuser zur Parkstraße 82 und 83. Nördlich liegt die projektierte Straße 233 und zu dieser sind die ausgewiesenen Grundstücke 8–10 brachliegend. Gegenüber stehen die für das Munizipialviertel typischen Klinkerbauten Amalienstraße 20/21/22 im Block nach Süden. Der „Friedhof der Gemeinde Weißensee“ liegt am Südosten der 18,8 m breit projektierten auf einer Gesamtbreite von 27,8 Meter vorgesehenen Straße, von der allerdings nur die nordöstliche Fahrbahnhälfte ausgeführt ist. Während der Friedhof keine Nummerierung zur Amalienstraße besitzt, liegen an deren Nordosten auf 11–19 unbebaute Grundstücke einer vorgesehenen Siedlung mit Straße 52 (Hunsrückstraße) und Straße 51 (Bundenbacher Weg) die Richtung Große Seestraße abgehen. Im folgenden Abschnitt zur Gustav-Adolf-Straße ist die Straße nicht ausgebaut und ohne Grundstückszuordnung, aber benannt. An der Nordostseite grenzt der Friedhof der Segenskirchengemeinde und nach Südwesten (ebenfalls unnmummeriert) erstreckt sich die „Kleingarten-Kolonie Weißenseer-Großbauern“ bis zur Trasse der (nicht vorhandenen) Gäblerstraße. Die Fortsetzung einer südlichen Fahrbahnbreite an der Gasanstalt über die Gustav-Adolf-Straße ist eingezeichnet, aber unbenannt, und ist lediglich als Grundstücksteilung zur Heinersdorfer Ortsteilgrenze vermerkt.
An der Amalienstraße und Albertinenstraße liegen verschiedene Einrichtungen in Trägerschaft der kommunalen Verwaltung oder von karitativen Einrichtungen.
- Gelände der 1878 gegründeten Stephanus-Stiftung (Albertinenstraße 18/19)
- Amalienpark (Amalienstraße 27/28): Ecke Albertinenstraße steht die 2,10 Meter hohe Skulptur einer Aufbauhelferin („Trümmerfrau“) von Eberhard Bachmann als „Kunst im öffentlichen Raum“.
- Der Park am Weißen See mit seinem Rundweg liegt am Ostende der Amalienstraße. Hier besteht ein westlicher Zugang zum Park
- Nr. 1: „Villa Honighut“ – ein Kinder- und Schülerladen, vormals: Altenheim, später 1. Kinderwochenheim (Kinder zwischen 6 und 12 Jahren wurden von Montag bis Samstag Tag und Nacht betreut)
- Nr. 3: Auf der zum Park gehörenden Grünfläche steht die Tierplastik Jaguar von Heinrich Drake (54 cm hoch und 1,13 m lang)

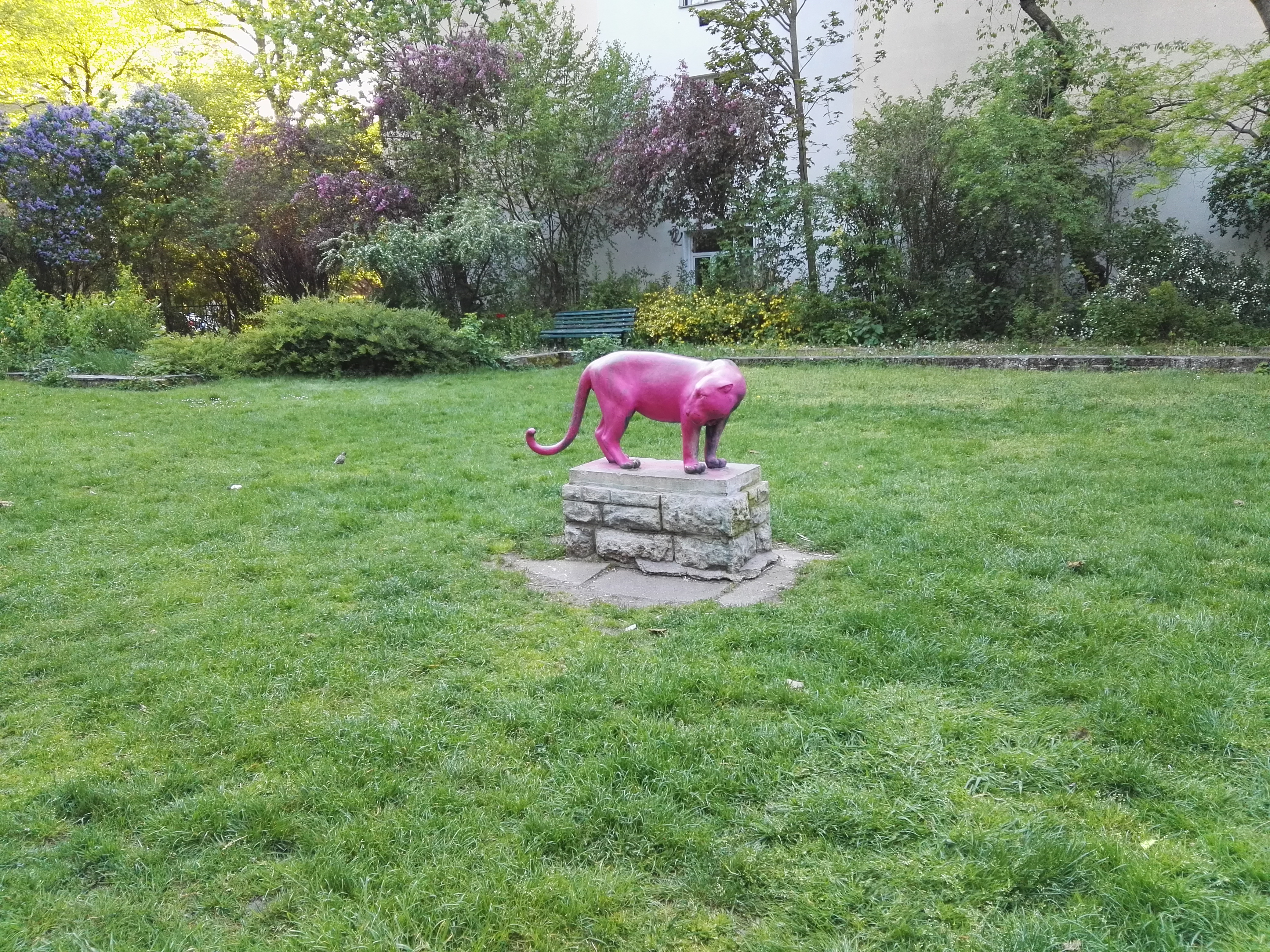
Der immer wieder besprühte Jaguar von Drake

- Die beiden ursprünglich dort vorhandenen, etwa 90 cm hohen Gruppenplastiken Lesende Mädchen und Raufende Knaben von Hans Schellhorn wurden eingelagert und können nicht mehr besichtigt werden.
- Nr. 6: Grundschule am Weißen See, Ecke Parkstraße gelegen
- Nr. 8: Standesamt Weißensee, gegenüber der Mündung Woelckpromenade
- Nr. 23: Parkanlage am Goldfischteich (Werner-Klemke-Park).

Es grenzen nachstehende Friedhöfe an die Amalienstraße:
- Städtischer Friedhof Weißensee (früher: Begräbnisplatz der Weißenseer Gemeinde)
- Friedhof der Segenskirchengemeinde (früher: Begräbnisplatz der Zionsgemeinde)

In der Berliner Denkmalliste sind die Parkanlage am Kreuzpfuhl (Jürgen-Kuczynski-Park) und Goldfischteich (Werner-Klemke-Park) Woelckpromenade 6 und Amalienstraße 23 als Gartendenkmale aufgeführt. Die von Joseph Tiedemann entworfene und 1925–1929 erbaute Wohnanlage Woelckpromenade 25–35, Amalienstraße 20–22, Schönstraße 16–28, Paul-Oestreich-Straße 5–8 ist als Gesamtanlage Holländerviertel ein Baudenkmal. Die 10. Volksschule Weißensee wurde 1928 durch das Bezirksamt Weißensee in Auftrag gegeben und vom Architekten Reinhold Mittmann und Willy Ernst Schade (Bildhauer) entworfen. Mit der Lage Amalienstraße 5–8 ist sie ebenfalls ein Berliner Baudenkmal.